# Pterodroma leucoptera
La fardela gris (Pterodroma leucoptera), también denominada petrel de Gould, es una especie de ave procelariforme de la familia de los proceláridos y del género Pterodroma. Se reproduce en islas del océano Pacífico sur.

## Taxonomía
Esta especie fue descrita originalmente por el naturalista y ornitólogo inglés John Gould en el año 1844, bajo el nombre científico de: Procellaria leucoptera. Su localidad tipo es: «Cabbage Tree Island, Port Stephens, Nueva Gales del Sur».
Forma parte del conjunto de especies relacionadas con las que se las ha agrupado en el subgénero denominado Cookilaria. Podría formar una superespecie con Pterodroma longirostris, Pterodroma pycrofti, y tal vez Pterodroma hypoleuca. A la subespecie Pterodroma leucoptera brevipes algunos autores la tratan como una buena especie: Pterodroma brevipes.

### Subespecies y distribución
Esta especie se subdivide en 3 subespecies:
- Pterodroma leucoptera leucoptera (Gould, 1844) - Se reproduce en la isla Cabbage Tree, en la costa del estado de Nueva Gales del Sur, al sudeste de Australia.
- Pterodroma leucoptera caledonica de Naurois, 1978 - Se reproduce en el archipiélago de Nueva Caledonia.
- Pterodroma leucoptera brevipes (Peale, 1848) - Se reproduce en las islas Fiyi y en las islas Cook, posiblemente también en Vanuatu, Samoa, y en las islas Salomón. Para algunos autores sería una buena especie: Pterodroma brevipes.

## Conservación
Pterodroma leucoptera está categorizada como «vulnerable» en la Lista Roja de especies amenazadas que crea y difunde la Unión Internacional para la Conservación de la Naturaleza (UICN).
La población mundial se ha estimado entre 3000 y 21 000 ejemplares, lo que más o menos resultan equivalentes a entre 2000 y 14 000 individuos en calidad de reproducirse.